# 파랑새는 있다 (2014년 드라마)
《파랑새는 있다》는 TV조선에서 2014년 1월 31일부터 2014년 2월 2일까지 방영된 설 특집드라마이다.

## 등장 인물

### 주요 인물
- 고주원 : 닥터 오 역

### 1화. 위험한 아르바이트
- 윤 : 민재 역
- 서재형 : 재찬 역
- 최재원 : 장호 (민재 아빠) 역
- 이선진 : 수연 (민재 엄마) 역
- 강효정 : 재찬 엄마 역
- 오정태 : 만화방 주인 역
- 조성희 : 동네친구 역

### 2화. 신데렐라 신드롬
- 나르샤 : 신애 역
- 박민경 : 희진 역
- 이별임 : 윤정 역
- 장호일 : 유부장 역
- 김가연 : 유부장의 아내 역

### 3화. 닥터 오의 노트
- 김나정 : 세경 역
- 정진 : 진철 역
- 신신애 : 상희 역
- 김동일 : 현태 역

## 시청률
| 회차  | 방송일          | AGB닐슨 시청률 |
| ----- | --------------- | -------------- |
| 제1회 | 2014년 1월 31일 | 0.325%         |
| 제2회 | 2014년 2월 1일  | 0.301%         |
| 제3회 | 2014년 2월 2일  | 0.320%         |